# ريتشارد وولف (مصارع رياضي)
ريتشارد وولف (بالألمانية: Richard Wolff)‏ هو مصارع رياضي ألماني، ولد في 19 أكتوبر 1948 في باد رايشنهال في ألمانيا.

## وصلات خارجية
- ريتشارد وولف على موقع قاعدة بيانات المصارعة الدولية (الإنجليزية)
- ريتشارد وولف على موقع أوليمبيديا (الإنجليزية)